# Свети Николай и Свети Харалампий (Костур)
„Свети Николай и Свети Харалампий“ (на гръцки: Άγιος Νικόλαος και Άγιος Χαράλαμπος) е възрожденска православна църква в град Костур (Кастория), Егейска Македония, Гърция. Храмът традиционно е част от старата енория „Свети Безсребреници“ на Костурската епархия.

## Архитектура
Църквата е в архитектурно отношение е еднокорабен храм с дървен покрив, висок притвор и тристранна апсида на изток.

## Стенописи
Във вътрешността са оцелели части от стенописи, предимно на източната стена, които по стила се датират в края на XVI или началото на XVII век. Запазени са Свети Георги, Света Богородица Животворящ източник, Свети Димитър.
Храмът е обявен за паметник на културата.
- Свети Димитър на кон
- Стенописи от източната стена
- Стенописи от източната стена
- Света Богородица Ширшая небес